# Netawaka
Netawaka és una població dels Estats Units a l'estat de Kansas. Segons el cens del 2000 tenia 170 habitants.

## Demografia
Segons el cens del 2000, Netawaka tenia 170 habitants, 62 habitatges, i 47 famílies. La densitat de població era de 67 habitants/km².
Dels 62 habitatges en un 40,3% hi vivien nens de menys de 18 anys, en un 64,5% hi vivien parelles casades, en un 6,5% dones solteres, i en un 22,6% no eren unitats familiars. En el 22,6% dels habitatges hi vivien persones soles el 9,7% de les quals corresponia a persones de 65 anys o més que vivien soles. El nombre mitjà de persones vivint en cada habitatge era de 2,74 i el nombre mitjà de persones que vivien en cada família era de 3,1.
Per edats la població es repartia de la següent manera: un 31,2% tenia menys de 18 anys, un 5,9% entre 18 i 24, un 27,1% entre 25 i 44, un 25,3% de 45 a 60 i un 10,6% 65 anys o més.
L'edat mediana era de 36 anys. Per cada 100 dones de 18 o més anys hi havia 98,3 homes.
La renda mediana per habitatge era de 30.417 $ i la renda mediana per família de 35.000 $. Els homes tenien una renda mediana de 29.688 $ mentre que les dones 16.719 $. La renda per capita de la població era de 13.705 $. Entorn del 20,5% de les famílies i el 19% de la població estaven per davall del llindar de pobresa.

## Poblacions més properes
El següent diagrama mostra les poblacions més properes.